# 斯彭斯利冰川
斯彭斯利冰川（英語：Spenceley Glacier），是南極洲的冰川，位於南喬治亞島南部，全長11公里，流經薩爾韋森山脈西南坡，最終注入布勒格冰川，現時由英國海外領土管轄。